# Ашли Коул
Ашли Коул (на английски: Ashley Cole) е бивш английски футболист, играещ като ляв бек. Той е бивш футболист на английските Арсенал и Челси, както и английския национален отбор. Известен е със своята бързина и честите включвания в атаките на своя отбор.

## Клубна кариера

### Арсенал
Ашли Коул започва своята футболна кариера още като тийнейджър в местния лондонски клуб Арсенал. На 25 февруари 2000, той подписва своя първи професионален договор. Но прави дебют за тима по-рано, когато е само на 18 години. Това се случва на 30 ноември 1999 срещу Мидълзбро. Преди да се утвърди в първия състав на тима, е изпратен да играе част от сезон 1999 – 2000 под наем в лондонския Кристъл Палас. През есента на 2000 година, титулярния ляв бек в тима на артилеристите – бразилецът Силвиньо се контузва и това дава шанс на Коул да се докаже. Добре използва възможността и става първи избор за мениджъра Арсен Венгер.
С Арсенал печели Английска висша лига два пъти – през 2002 и 2004 и Купата на Англия три пъти – 2002, 2003 и 2005. Взема участие и във финала на Шампионската лига през 2006 година срещу испанския гранд ФК Барселона, но анличаните губят драматично с 1 – 2.

### Челси
След дълга сага, която продължава два сезона с непрекъснати спекулации, че Ашли Коул иска да играе във Ф.К. Челси, през лятото на 2006 година, това най-накрая става. Подписва договор с тима от Западен Лондон и получава фланелка с номер 3. На 9 септември, той прави своето първо появяване за новия си отбор, при победата с 2 – 1 над Чарлтън. Влиза в игра като резерва на мястото на Уейн Бридж. Тогавашният мениджър на тима Жозе Моуриньо го налага като титуляр.
На 31 януари 2007 получава тежка контузия в коляното в мач срещу Блекбърн. След първите прегледи нещата не изглеждат добре, но малко по-късно се оказва, че той може да се завърне преди края на сезон 2006 – 2007. Това наистина става и той се възстановява за финала на Купата на Англия на стадион Уембли срещу Манчестър Юнайтед. Срещата завършва с победа за Ф.К. Челси с 1 – 0 след продължения.

### Дарби Каунти
Коул подписва с „овните“, след като техният мениджър – Франк Лампард, преговаря с 38-годишния играч, с който били съотборници в Челси.

### Международна кариера
Коул прави своя дебют за английския национален отбор на 28 март 2001 срещу тима на Албания. Той е включен в състава за Светвното първенство 2002, Евро 2004 и Световното първенство 2006. Както в клубния си тим, така и в националния отбор, Коул се конкурира за титулярното място с Уейн Бридж. На 12 септември 2007, Ашли Коул изиграва своя 60-и мач с националната фланелка.